# دیاب طاها
دیاب طاها (عربی: دياب هارون طه؛ زادهٔ ۱۵ ژانویهٔ ۲۰۰۱) بازیکن فوتبال است.
وی همچنین در تیم ملی فوتبال زیر ۲۰ سال قطر بازی کرده‌است.